# WinSkate
WinSkate is een computerprogramma dat speciaal is ontwikkeld voor shorttrackwedstrijden. Het programma, dat kan worden gebruikt bij de meest uiteenlopende soorten wedstrijden - van club- tot internationale wedstrijden -, is bedoeld om de wedstrijdorganisatie werk uit handen te nemen en de wedstrijdgegevens sneller te verwerken.
WinSkate kan op 3 'niveaus' gebruikt worden:
1. De standaardfuncties: wedstrijdprogramma's, ritlijsten en uitslagen maken en printen.
2. Lijsten met gekwalificeerden maken, diverse delen van de gegevens controleren en uitslagen maken volgens de regels van de ISU.
3. Gebruikmakend van een database met wedstrijdgegevens.

Het programma maakt gebruik van een .exe-programmabestand en vele andere benodigde bestanden. De software gebruikt de Borland Database Engine (BDE) om de Paradox-databasebestanden uit te lezen. WinSkate mag vrij gedownload en gebruikt worden voor amateursportwedstrijden.

## Ontwikkeling
Vanaf de opkomst van het shorttrack in Nederland zijn er al versies van WinSkate in gebruik. De eerste versie, geschreven in Fortran 5, werd in de jaren zeventig gebruikt tijdens het eerste Open Nederlands Kampioenschap in Amsterdam. Een nieuwere versie draaide op een PC tijdens het Open Nederlands Kampioenschap in Heerenveen en was geschreven in Basic. WinSkate werd omgezet naar Turbo Pascal, waarna het wereldwijd verspreid raakte. In de jaren 90 onderging het programma opnieuw een omzetting, ditmaal naar Fortran 90. Jarenlang draaide het programma goed in DOS-werkomgevingen samen met de software van FinishLynx, het systeem van Lynx System Developers dat zorgde voor de tijdregistratie voor de ISU. Omdat er behoefte was aan betere communicatie via internet en met het scorebord, ontwikkelde men bij Lynx een apart programma. WinSkate bleef echter geschikt voor lagere wedstrijdniveaus, waar het programma ook voor werd herschreven voor het Windowsbesturingssysteem.